# Publius Servilius Vatia Isauricus (consul en -79)
Pour les articles homonymes, voir Publius Servilius Vatia Isauricus.
Publius Servilius Vatia Isauricus (134/130 av. J.-C. à 44 av. J.-C.) est un homme politique de la fin de la République romaine. Il fut consul en 79 av. J.-C. durant la dictature de Sylla.

## Biographie
Neveu de Quintus Cecilius Metellus Macedonicus, il prit les armes en 100 av. J.-C.avec le reste du parti sénatorial contre Lucius Appuleius Saturninus.
Sulla le fit élire consul en 79 av. J.-C. ; l'année suivante il fut proconsul en Cilicie, avec l'ordre de combattre les pirates. Il réussit à les vaincre sur mer, les obligeant à abandonner les ports et à se réfugier dans les montagnes. S'ensuivirent trois ans d'une guerre très difficile pour les troupes romaines, obligées d'affronter un ennemi qui connaissait bien les montagnes où il combattait. Vatia, commandant énergique et résolu, prit très vite la ville d'Olympos en Lycie, au pied du mont homonyme, puis il mit le siège devant Phaselis, défendue par Zenicetus, celui-ci, se voyant incapable de la défendre mit le feu à la ville et se jeta dans les flammes avec ses compagnons. Ayant arraché aux rebelles toutes les villes côtières, il fit traverser les monts Taurus pour la première fois à l'armée romaine, et se dirigea vers l'intérieur, dans l'intention de prendre Isaura, la capitale des Isauriens. Il y réussit en faisant dévier le cours d'un fleuve et en prenant la ville par la soif. Pour sa conduite brillante, il fut acclamé imperator par les troupes et reçut le surnom d'Isauricus. Après avoir donné une administration à la nouvelle province, il retourna à Rome, où en 74 av. J.-C. il célébra son triomphe. Cependant la menace des pirates n'avait pas été complètement écartée, et elle renaquit bien vite.
Servilius devint un des sénateurs les plus importants, et Cicéron le cite fréquemment dans ses écrits. Il fut un des juges lors du procès contre Verres (70 av. J.-C.) ; en 66 av. J.-C. il soutint la proposition de conférer à Cneius Pompeius Magnus le commandement de la guerre contre les pirates ; en 63 av. J.-C. il fut vaincu pour l'élection du Grand Pontife par un des hommes qui avaient servi sous ses ordres dans la Guerre contre les pirates, Jules César ; la même année il soutint Cicéron pour réprimer la Conjuration de Catilina, et demanda au Sénat d'infliger la peine de mort aux conjurés ; en 57 av. J.-C. il fut parmi ceux qui aidèrent Cicéron à revenir d'exil et en 55 av. J.-C. il fut élu  censeur avec Marcus Valerius Messalla Niger. Il ne participa pas aux guerres civiles, sans doute en raison de son âge avancé.
Il mourut en 44 av. J.-C., à l'âge d'environ 80 ans.

## Sources
- (it) Cet article est partiellement ou en totalité issu de l’article de Wikipédia en italien intitulé « Publio Servilio Vatia Isaurico (console 79 a.C.) » (voir la liste des auteurs).
- Smith, William, "Vatia 1", Dictionary of Greek and Roman Biography and Mythology, v. 3, p. 1231-1232.